# Höhlenfund

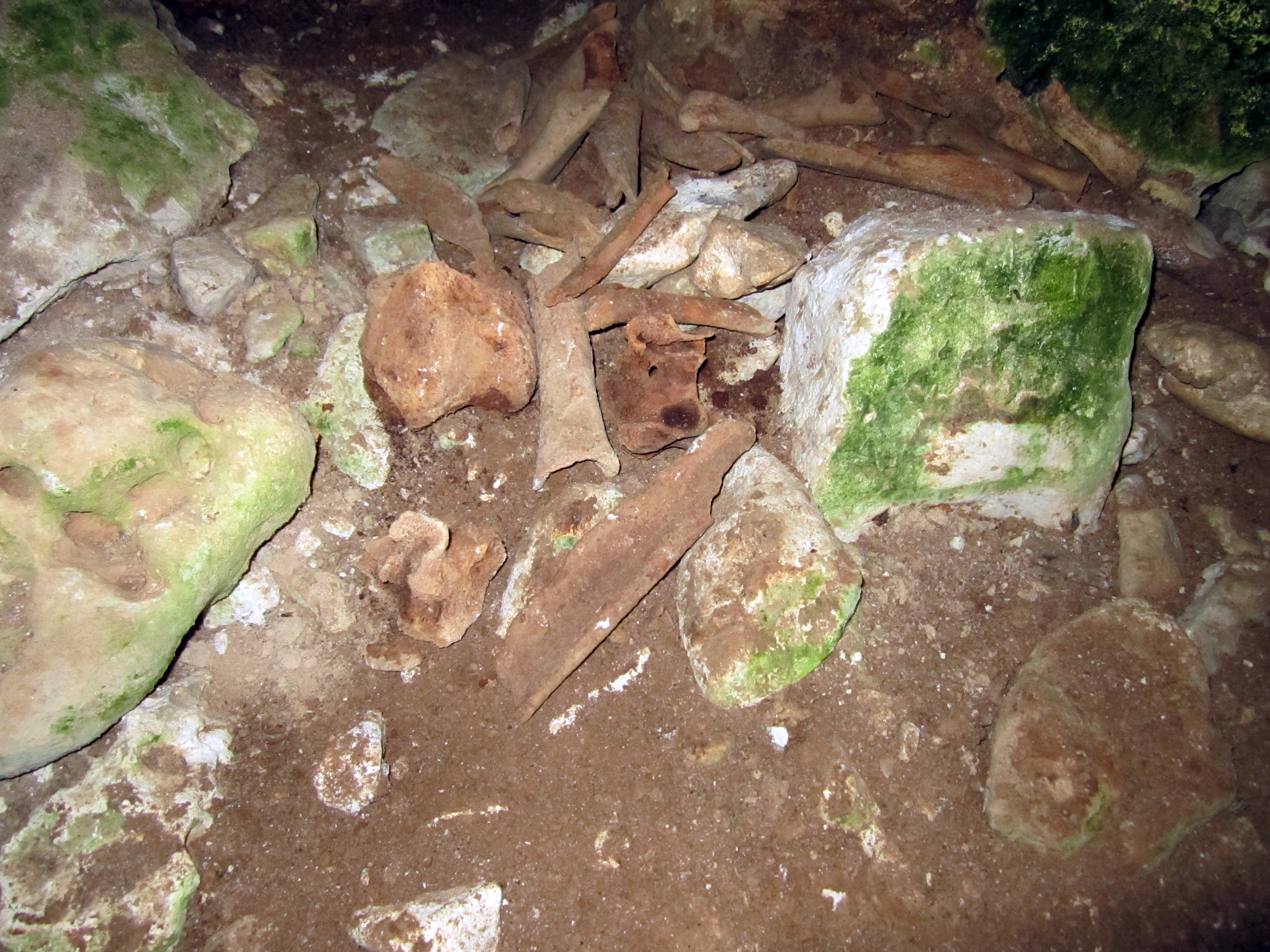
Knochen in der Ramesch-Knochenhöhle

Höhlenfunde sind von Menschen oder Tieren herrührende Überreste der Vorzeit, die oft unter Tropfstein- und Sinterbildungen oder tief unter Lehm und Sandeintragungen liegen.

## Lagerstätten
Höhlenfunde liefern wertvolles Material für die Erlangung von Kenntnissen der frühesten Perioden in der Geschichte der Menschheit. Man unterscheidet dabei zwischen primären und sekundären Lagerstätten. Primäre zeigen Überreste von Tieren, die zu Lebzeiten in den Höhlen Unterschlupf gefunden haben und hier ums Leben kamen. Bei sekundären Lagerstätten sind die Fundstücke durch geologische Erdbewegungen oder Wasser ins Höhleninnere gelangt. Die Knochen sind dann fast stets "gerollt", d. h. an den Kanten abgeschliffen, und liegen regellos umher.

## Fundarten
Viele Höhlenfunde Mitteleuropas stammen von Tieren, die jetzt ausgestorben oder aus Europa verschwunden sind: Mammut, Nashorn, Höhlenlöwe, Höhlenbär, Hyäne, Auerochse, Riesenhirsch usw. Daneben gibt es auch Funde der aktuellen Tierpopulation wie Wolf, Fuchs, Dachs, Ziege, Gämse, Hase.
Verhältnismäßig wenige Knochen sind menschlicher Herkunft. Berühmt ist dabei der 1856 gemachte Fund in der Neandertal-Höhle mit dem Schädel eines Neandertalers.
Häufig dagegen sind Überreste menschlicher Nutzung von Höhlen als Kultplatz oder Begräbnisstätten wie die Lichtensteinhöhle. Hier findet man mitunter beträchtliche Mengen an Faustkeilen, Meißeln, Schabern, Waffen, Schmuckflaschen, Körperschmuck (wie Tierzähne) und Beile. Auch Höhlenmalereien finden sich nicht selten mit Zeichnungen von Rentieren, Bären und anderen jagbaren Tieren.